# Тит Помпоній
Тит Помпо́ній (лат. Titus Pomponius; ? — близько 95 до н. е.) — публікан, колекціонер, бібліофіл часів Римської республіки.

## Життєпис
Походив зі стану вершників роду Помпоніїв. Про його батьків нічого невідомо. 
Він не втручався у політичні справи, був публіканом (відкупником), на чому здобув значний статок. Також брав участь у різних торговельних компаніях. Втім найбільше спеціалізувався на вилові та продажу риби в Римі, мав виробництво для створення соусу гарум для багатіїв та знаті республіки. Десь в середині 120-х років до н. е. оженився на доньці Марка Цецилія Метелла, консула 115 року до н. е., що дало значні зв'язки серед нобілів.
Тит Помпоній мав великий будинок на Аппієвій дорозі, численні виробництва і маєтності в Іспанії та Ілліріку. При цьому витрачав значні кошти на створення бібліотеки. До знань та любові до книг долучав своїх дітей.

## Родина
Дружина — Цецилія Метелла
Діти:
- Тит Помпоній Аттік (109—32 до н. е.)
- Помпонія, дружина Цицерона